# Giro di Romandia 1962
Il Giro di Romandia 1962, sedicesima edizione della corsa, si svolse dal 10 al 13 maggio su un percorso di 831 km ripartiti in 4 tappe (la prima e la terza suddivise in due semitappe), con partenza e arrivo a Ginevra. Fu vinto dall'italiano Guido De Rosso della Molteni davanti al suo connazionale Franco Cribiori e al francese Joseph Novales.

## Tappe
| Tappa  | Data      | Percorso                                  | km  | Vincitore di tappa   | Leader cl. generale |
| ------ | --------- | ----------------------------------------- | --- | -------------------- | ------------------- |
| 1ª-1ª  | 1º maggio | Ginevra > Martigny                        | 90  | Édouard Delberghe    |                     |
| 1ª-2ª  | 1º maggio | Martigny > Crans-Montana                  | 254 | Joseph Novales       |                     |
| 2ª     | 2 maggio  | Crans-Montana > Fleurier                  | 135 | Henri Anglade        |                     |
| 3ª-1ª  | 3 maggio  | Fleurier > Porrentruy (cron. individuale) | 25  | Federico Bahamontes  |                     |
| 3ª-2ª  | 3 maggio  | Porrentruy > Porrentruy                   | 228 | Rolf Graf            |                     |
| 4ª     | 4 maggio  | Porrentruy > Ginevra                      | 129 | Martin Van Geneugden | Guido De Rosso      |
| Totale | Totale    | Totale                                    | 831 |                      |                     |

## Dettagli delle tappe

### 1ª tappa - 1ª semitappa
- 1º maggio: Ginevra > Martigny – 90 km

| Pos. | Corridore           | Squadra | Tempo |
| ---- | ------------------- | ------- | ----- |
| 1    | Édouard Delberghe   | Liberia |       |
| 2    | Federico Bahamontes | Margnat |       |
| 3    | Imerio Massignan    | Legnano |       |

| Pos. | Corridore | Squadra | Tempo |
| ---- | --------- | ------- | ----- |

### 1ª tappa - 2ª semitappa
- 1º maggio: Martigny > Crans-Montana – 254 km

| Pos. | Corridore         | Squadra | Tempo |
| ---- | ----------------- | ------- | ----- |
| 1    | Joseph Novales    | Margnat |       |
| 2    | Édouard Delberghe | Liberia |       |
| 3    | Henri Anglade     | Liberia |       |

| Pos. | Corridore | Squadra | Tempo |
| ---- | --------- | ------- | ----- |

### 2ª tappa
- 2 maggio: Crans-Montana > Fleurier – 135 km

| Pos. | Corridore            | Squadra              | Tempo |
| ---- | -------------------- | -------------------- | ----- |
| 1    | Henri Anglade        | Liberia              |       |
| 2    | Martin Van Geneugden | Flandria             |       |
| 3    | Marino Fontana       | San Pellegrino Sport |       |

| Pos. | Corridore | Squadra | Tempo |
| ---- | --------- | ------- | ----- |

### 3ª tappa - 1ª semitappa
- 3 maggio: Fleurier > Porrentruy (cron. individuale) – 25 km

| Pos. | Corridore           | Squadra              | Tempo |
| ---- | ------------------- | -------------------- | ----- |
| 1    | Federico Bahamontes | Margnat              |       |
| 2    | Franco Cribiori     | San Pellegrino Sport |       |
| 3    | Vittorio Casati     | Legnano              |       |

| Pos. | Corridore | Squadra | Tempo |
| ---- | --------- | ------- | ----- |

### 3ª tappa - 2ª semitappa
- 3 maggio: Porrentruy > Porrentruy – 228 km

| Pos. | Corridore       | Squadra  | Tempo |
| ---- | --------------- | -------- | ----- |
| 1    | Rolf Graf       | Carpano  |       |
| 2    | Joseph Novales  | Margnat  |       |
| 3    | Raymond Impanis | Flandria |       |

| Pos. | Corridore | Squadra | Tempo |
| ---- | --------- | ------- | ----- |

### 4ª tappa
- 4 maggio: Porrentruy > Ginevra – 129 km

| Pos. | Corridore            | Squadra              | Tempo |
| ---- | -------------------- | -------------------- | ----- |
| 1    | Martin Van Geneugden | Flandria             |       |
| 2    | Imerio Massignan     | Legnano              |       |
| 3    | Marino Fontana       | San Pellegrino Sport |       |

| Pos. | Corridore       | Squadra              | Tempo     |
| ---- | --------------- | -------------------- | --------- |
| 1    | Guido De Rosso  | Molteni              | 22h33'53" |
| 2    | Franco Cribiori | San Pellegrino Sport | a 5'08"   |
| 3    | Joseph Novales  | Margnat              | a 6'06"   |

## Classifiche finali

### Classifica generale
| Pos. | Corridore           | Squadra                     | Tempo     |
| ---- | ------------------- | --------------------------- | --------- |
| 1    | Guido De Rosso      | Molteni                     | 22h33'53" |
| 2    | Franco Cribiori     | San Pellegrino Sport        | a 5'08"   |
| 3    | Joseph Novales      | Margnat-Paloma-D Alessandro | a 6'06"   |
| 4    | Graziano Battistini | Legnano-Pirelli             | a 5'56"   |
| 5    | Willy Schroeders    | Flandria-Faema              | a 7'01"   |
| 6    | Raymond Impanis     | Flandria-Faema              | a 7'47"   |
| 7    | Federico Bahamontes | Margnat-Paloma-D Alessandro | a 7'51"   |
| 8    | Rolf Graf           | Carpano                     | a 7'55"   |
| 9    | Gilbert Bellone     | Margnat-Paloma-D Alessandro | a 8'26"   |
| 10   | Henri Anglade       | Liberia-Grammont-Wolber     | a 8'27"   |